# 1-й дивізіон кораблів охорони рейду (Україна)
1-й дивізіон кораблів охорони рейду (1 ДнКОР, в/ч А2951) — постійне військове формування надводних кораблів ВМС України для здійснення охорони прибережного водного простору поблизу баз та портів. До 2018 року 1-й дивізіон охорони та забезпечення Західної військово-морської бази (1 ДнОтЗ ЗВМБ). 

## Історія
У січні 2013 року було створено 24-й окремий дивізіон річкових катерів, який планувалось озброїти новими малими броньованими артилерійськими катерами проєкту 58155 «Гюрза-М». До складу дивізіону були передані однотипні артилерійські катери зі складу 1-го дивізіону охорони та забезпечення Західної ВМБ, задля підготовки екіпажів та відпрацювання роботи дивізіону, а новозбудовані катери мали надходити в міру виготовлення промисловістю. 
У 2014 році 24-й окремий дивізіон річкових катерів розформовано, а плавсклад разом особовим складом було переадано до 1-го дивізіону охорони та забезпечення.

1 липня 2018 року після урочистої церемонії включення до складу флоту чотирьох новозбудованих артилерійських катерів, новосформований дивізіон вийшов у море, де вперше провів тактичні навчання.

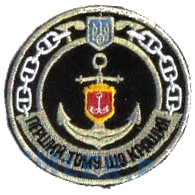
Колишня емблема дивізіону

## Структура
Склад дивізіону на кінець 2021 року:
- Артилерійський катер проєкту 1400М «Скадовськ» (б/н Р170, в/ч А2951Д)

- Артилерійський катер проєкту 363У «Рівне» (б/н Р172, в/ч А1228А)
- Артилерійський катер проєкту 363У «АК-02» (б/н Р173, в/ч А1228Б)

- МБАК проєкту 58155 «Бердянськ» (б/н Р175, в/ч А2951Н)
- МБАК проєкту 58155 «Нікополь» (б/н Р176, в/ч А2951П)
- МБАК проєкту 58155 «Костопіль» (б/н Р180, в/ч А2951К)

- Протидиверсійний катер проєкту 772 «Гола Пристань» (б/н P241, в/ч А2951)
- Катер зв'язку проуекту 722У «Південний» (б/н A855, в/ч А2951Б)

## Командування
- капітан 3 рангу Баюра Валентин Валентинович (2007)[3]
- капітан-лейтенант Кодимський Роман Миколайович (2008?—2012)[4][5]
- капітан 3 рангу Мартиненко Ігор Вікторович (2013—2016?)[6]
- капітан 2 рангу Денис Гриценко (2018)[7]